# Laguna de maduración
Las lagunas de maduración tienen como objetivo principal la de reducir la concentración  de bacterias patógenas. Estas lagunas generalmente son el último paso del tratamiento antes de volcar las aguas tratadas en los receptores  finales o de ser reutilizadas en la agricultura.
La secuencia más habitual para el tratamiento de las aguas servidas por el sistema de lagunaje es la de laguna anaerobia seguida de laguna facultativa y por último de laguna de maduración. 
Existen sin embargo otras variantes sobre este esquema general, y muy a menudo se instala más de una laguna de maduración. A veces se construyen lagunas de maduración como etapa final del tratamiento de otros sistemas de depuración, como fangos activados, con lo que sustituyen a la cloración, que suele ser el método más común de desinfección en estos sistemas.
La laguna de maduración tiene también otras funciones, además de la desinfección, las principales son: 
- nitrificación del nitrógeno amoniacal,
- eliminación de nutrientes,
- clarificación del efluente
- consecución de un efluente bien oxigenado.